# 肯尼冰川
肯尼冰川（英語：Kenney Glacier）是南極洲的冰川，位於特里尼蒂半島，全長2公里，最終在霍普灣附近注入迪尤斯灣，由英國研究隊繪入地圖，現時由南極條約體系管理。